# 關曉榮
關曉榮（1949年9月7日—）是一位台灣紀實攝影師，致力於台灣原住民文化的文獻整理與保存。關曉榮曾赴蘭嶼進行文字與影像工作，並於《人間雜誌》分篇發表〈蘭嶼報告〉，頗獲攝影界重視。除了蘭嶼報告以外，他也曾在1984年赴基隆八尺門記錄當地阿美族勞工的生活，後寫成〈2%的希望與掙扎〉，以此在美國文化中心開辦攝影展。關曉榮曾任國立臺南藝術大學音像紀錄與影像維護研究所所長，現為該校榮譽教授，著有《尊嚴與屈辱‧國境邊陲‧蘭嶼》、《八尺門手記》等報導攝影集，:97-98影像作品則有《我們為什麼不歌唱》、《國境邊陲1997》、《冰與血2014》等。

## 經歷

### 早期經歷
出生於海南崖縣，父親為中華民國空軍的通訊官。因逢國民黨政府戰敗，全家隨軍隊遷往台灣，居於臺中縣新社鄉（今臺中市新社區）的眷村，當時關曉榮只有三個月大。:19他在新社度過童年時期，直到國小三年級才遷往板橋浮州里。青少年時期的關曉榮不愛讀書，曾打過架，高中時還被編入後段班，雖曾用功考上前段班，但對讀書仍毫無興趣。:20
大學聯考失利後，關曉榮邊打工、邊準備重考，並加考術科，後考取國立臺灣藝術專科學校美工科（今國立臺灣藝術大學）。當時國立藝專的教學資源尚不充裕，校方對學生沒有太多要求，讓關曉榮有「荒涼的自由」之感。:20雖然美工科有攝影課，但關曉榮當時對攝影並不感興趣，反而熱衷於文學閱讀，文字因此成為他日後「創作」的重要元素之一。:20
1972年，關曉榮自國立藝專畢業。兩年後投考教職，赴屏東縣恆春國中任教。:21五年半的教學生涯中，關曉榮開始對職場生態產生質疑，加上之後校園民歌風潮帶來衝擊，更讓關曉榮認為現行教育體制是一個僵化、宛如死水的環境，因此在1979年寒假期間辭去教職。

### 攝影生涯
在恆春國中任教的日子裡，關曉榮結識開啟他攝影生涯的友人，時任臺視家庭月刊編輯的阮義忠，後者教他如何攝影，甚至為關曉榮架了一個暗房。:22辭職以後的關曉榮回到台北，一邊開計程車，一邊練習攝影。後來便決定進入《天下》雜誌工作，但因理念與公司相左而辭職，轉至《時報雜誌》擔任攝影師和文字採訪。:23
關曉榮在時報雜誌社專跑藝文新聞。一次機緣下，在基隆八尺門採訪時，當地漁工的工作環境讓他大感震驚，並反思自己安於《時報雜誌》攝影一職的心境，於是決定離職，四處旅行、蒐集資料，並受到幾位台灣攝影師作品的刺激。此時恰巧發生的礦災觸動關曉榮的心靈，因為礦災中的死難者很多是阿美族的原住民，讓他決定展開八尺門的攝影記實之旅，做出「社會報告的一些成績」。:24

## 攝影作品

### 〈2%的希望與掙扎〉
1984年，關曉榮在《中國時報》和《人間雜誌》上發表〈2%的希望與掙扎〉，是第一篇以攝影記實八尺門阿美族漁工生活狀況的作品。〈2%的希望與掙扎〉中的2%，指的是當時原住民人口僅佔台灣總人口比例的2%左右；:29而八尺門則是基隆八斗子漁港附近的小地名，因為靠近港口而成為漁工的聚居地。基隆市在1950年代因經濟發展而吸引不少阿美族勞工北上求職，其中擔任漁工者便聚居於八尺門一帶。然而，八尺門屬於國有地，其上的原住民部落被視為違章建築，履遭拆遷。關曉榮便以此為題材，參與、記錄八尺門阿美族漁工的日常、工作和土地抗爭，並以報告的形式發表在《中國時報》和《人間雜誌》上。:28

### 〈蘭嶼報告〉
結束〈2%的希望與掙扎〉報告後，1987年，關曉榮前往蘭嶼，展開又一系列的攝影記實工作。蘭嶼的主要居民為達悟族人，他們是台灣原住民族中唯一的海島民族，以捕魚、農耕為主要產業。關曉榮在那裡除記錄達悟族人的生活、工作、祭儀外，也深入探討漢人文化對達悟族人在環境、觀光、教育、醫療、文化上的影響，然後自1987年4月起分篇發表於《人間雜誌》，題為〈關曉榮蘭嶼記事系列報導〉，自第18期始，至第36期止。
關曉榮的蘭嶼攝影作品因為數眾多，且專注突顯「蘭嶼」、「達悟族」主題而受到攝影界重視。在此之前雖也有攝影師以蘭嶼為主題，但相片和文字數量均不及關曉榮。關曉榮的部份蘭嶼作品之後常被媒體或學術界引用，例如〈抗議中的青年領袖與核廢料儲存廠廠長〉等。除了達悟族人的反核廢料運動外，關曉榮也拍攝一系列「漢化教育」作品，藉以突顯漢人教育對傳統達悟族文化的影響。他認為漢化教育不僅沒有從達悟角度來思考，而且還加諸漢人中心的價值觀在達悟學童身上，是一種灌輸意識形態的行為。

## 外部連結
- 關曉榮在國立臺南藝術大學網站上的簡介 （页面存档备份，存于） （繁體中文）
- 關曉榮的Facebook專頁